# Ю Джи Кей
Ю Джи Кей (на английски: UGK), познати още като Ъндърграунд кингс са американски хип-хоп дует от Порт Артър, Тексас, създаден през 1987 година и състоящ се от вече покойния Пимп Си (рождено име Чад Бътлър) и Бън Би (Бърнард Фримън). Групата издава първия си студиен албум Too Hard to Swallow през 1992 година, последван от още няколко албума, които намират място в Billboard 200, а едноименния албум Underground Kingz дебютира на първо място в класацията през август 2007 година. Дуото участва и в хит сингли на други известни изпълнители, като „Big Pimpin'“ на Джей Зи и „Sippin' on Some Syrup“ на Три Сикс Мафия. На 4 декември 2007 година Пимп Си е открит мъртъв в хотелската си стая в Западен Холивуд, Калифорния.

## История
През 1992 година Ю Джи Кей подписват с Джайв Рекърдс договор за реализиране и издаване на пет студийни албума, като още същата година излиза и първият от тях – Too Hard To Swallow. Освен няколко нови песни, албумът включва още и някои записи от първото EP на групата The Southern Way. Други песни въобще не намират място в албума като отпадат в последния момент поради наличие на твърде много нецензурно съдържание. Най-популярна песен от албума се превръща „Pocket Full of Stones“, която впоследствие е включена и в саундтрака към филма Menace II Society през 1993 година.
Вторият им албум, Super Tight, излиза две години по-късно, на 30 август 1994 г. За разлика от първия, този албум успява да влезе в престижната класация Billboard Hot 200 под #95, а третият им албум, Ridin' Dirty, се изкачва до 15-а позиция. Ridin' Dirty е и най-успешния албум на групата с продадени 847 454 копия (считано към 2011 г.), въпреки че при издаването си не придружен нито с видеоклип, нито със сингъл.
2000 година е ключова за Ю Джи Кей. Дуото взима участие в супер хита на рапъра Джей Зи „Big Pimpin'“, както и в друг хит от същата година „Sippin' on Some Syrup“ на Три Сикс Мафия. През 2001 излиза четвъртият им студиен албум Dirty Money, който не се радва на същия успех като Ridin' Dirty.

### 2002 – 2005: Пимп Си в затвора и соловите проекти
През 2002 г. Пимп Си е обвинен и осъден за въоръжено нападение, за което влиза в затвора. През времето на целия му престой, Бън Би не спира да взима участия в песни на други изпълнители, където подкрепя Пимп Си с посланието „Free Pimp C!“ (на български „Освободете Пимп Си!“). Същото правят и много от последователите на Ю Джи Кей в песните си. През този период Джайв Рекърдс издава компилацията Best of UGK, както и ремикси на групата в стил Chopped & Screwed.
В резултат на събититята около задържането на Пимп Си, двамата стартират соловите си кариери. На 1 март 2005 Rap-A-Lot Records издава соловия албум на Пимп Си Sweet James Jones Stories, а на 18 октомври, същата година, и албума на Бън Би Trill, който влиза под #6 в класацията Billboard Hot 200 и стига до #1 в клсацията на албуми Billboard Top R&B/Hip-Hop. На 30 декември 2005 г. Пимп Си е освободен под гаранция и няколко месеца по-късно издава втория си солов проект, озаглавен Pimpalation.

### 2007 – 2009: Последни албуми и смъртта на Пимп Си
През лятото на 2007 година, дуото издава петия си студиен албум с името Underground Kingz. Албумът е двоен и съдържа 26 песни в два компакт диска. Сред имената на гост изпълнителеите в албума са Talib Kweli, Too Short, Rick Ross, Z-RO, Three 6 Mafia, Slim Thug, OutKast, както и хип-хоп легендите
Kool G Rap и Big Daddy Kane. Музикални продуценти на песните са Pimp C (Пимп Си), DJ Paul & Juicy J, Jazze Pha, Swizz Beatz, The Runners и Lil' Jon. Албумът се приема добре и от критика и от фенове като получава оценка 4/5 от Allmusic и стига до #1 в Billboard Hot 200. Сингълът „International Player's Anthem (I Choose You)“ се изкачва до #70 в Billboard Hot 100.
На 4 декември 2007 г. Пимп Си е намерен мъртъв в хотел Мондриан в Западен Холивуд, Калифорния. След обаждане на 911, парамедиците пристигат в стаята му на шестия етаж на хотела, за да констатират смъртта му. Това се случва три дни след концерта му заедно с рапъра Too Short в Хаус ъф Блус, Лос Анджелис. По-късно е потвърдена причината за смъртта – реакция от предозиране на кодеинов сироп за кашлица със сънна апнея, от която е страдал Пимп Си.
В интервю след смъртта на Пимп Си, Бън Би споделя, че ще бъде издаден още един последен албум на Ю Джи Кей и така през март 2009 г. излиза UGK 4 Life – шестия студиен албум на дуото. Първият сингъл от него е „Da Game Been Good to Me“, който се изкачва до първа позиция в Billboard Bubbling Under R&B/Hip-Hop Singles. Албумът е оценен от Metacritic с оценка 84/100 и дебютира на #6 в Billboard 200 с продадени 76 419 копия през първата седмица.

## Дискография

### Студийни албуми
- Too Hard to Swallow(1992)
- Super Tight (1994)
- Ridin' Dirty (1996)
- Dirty Money (2001)
- Underground Kingz (2007)
- UGK 4 Life (2009)

### Компилации
- Side Hustles (2002)
- Best of UGK (2003)
- Jive Records Presents: UGK Chopped and Screwed (2004)

### Сингли
Списък с имента на синглите, годината на издаване, лейбъла и албума, в който са включени.
| Песен/Сингъл                                  | Година | Лейбъл       | Албум               |
| --------------------------------------------- | ------ | ------------ | ------------------- |
| „Something Good“                              | 1992   | Jive Records | Too Hard to Swallow |
| „Use Me Up“                                   | 1993   | Jive Records | Too Hard to Swallow |
| „Pocket Full of Stones“                       | 1993   | Jive Records | Too Hard to Swallow |
| „It's Supposed to Bubble“                     | 1994   | Jive Records | Super Tight         |
| „Front, Back, Side to Side“                   | 1994   | Jive Records | Super Tight         |
| „One Day“                                     | 1996   | Jive Records | Ridin' Dirty        |
| „Belts to Match“                              | 1999   | Jive Records | Dirty Money         |
| „Take It Off“                                 | 1999   | Jive Records | Dirty Money         |
| „Pimpin' Ain't No Illusion“                   | 1999   | Jive Records | Dirty Money         |
| „Let Me See It“                               | 2001   | Jive Records | Dirty Money         |
| „The Game Belongs to Me“                      | 2006   | Jive Records | Underground Kingz   |
| „International Players Anthem (I Choose You)“ | 2007   | Zomba/Epic   | Underground Kingz   |
| „Da Game Been Good to Me“                     | 2009   | Jive/Epic    | UGK 4 LIfe          |

## Видеография
| Видеоклип                                   | Премиера | Албум             |
| ------------------------------------------- | -------- | ----------------- |
| It's supposed to bubble                     | 1994     | Super Tight       |
| Take It Off                                 | 1999     | Dirty Money       |
| Wood Wheel                                  | 2001     | Dirty Money       |
| The Game Belongs to Me                      | 2006     | Underground Kingz |
| International Players Anthem (I Choose You) | 2007     | Underground Kingz |
| Making of the Album DVD                     | 2007     |                   |
| Da Game Been Good to Me                     | 2009     | UGK 4 LIfe        |

## Награди
- BET награди

2008, Видеоклип на годината („International Players Anthem“) (номинация)
2008, „Най-добра група“
- BET хип-хоп награди

2007, Видеоклип на годината („International Players Anthem“)
- Грами

2001, Най-добро рап изпълнение на дует/група („Big Pimpin“) (номинация)
2008, Най-добро рап изпълнение на дует/група („Int'l Players Anthem (I Choose You)“) (номинация)
- Ozone награди

2006, Награда „Живи легенди“
2008, Най-добра рап група
2008, Най-добър рап албум (Underground Kingz) [номинация]
2008, Най-добро видео („International Players Anthem“)